# Tidus
(Celebre frase di Tidus)
Tidus è il protagonista di Final Fantasy X, videogioco realizzato dalla Square Soft.
È arrivato al ventesimo posto nella classifica dei migliori personaggi di videogiochi di sempre secondo un sondaggio di Famitsū, dietro ai soli Cloud Strife, Yuna e Tifa Lockhart per quanto riguarda la serie Final Fantasy.

## Storia
Tidus è l'asso della squadra di Blitzball (uno sport simile alla pallanuoto) degli Zanarkand Abes, che un giorno, dopo aver visto la sua città devastata dal mostro Sin, viene trasportato nel su Spira, dove Zanarkand è solo un cumulo di rovine (distrutta dall'apparizione di Sin). Verso la fine del gioco si scopre che in realtà la Zanarkand da cui proviene è solo un mondo immaginario creato dai sogni degli intercessori per preservare l'immagine della vera Zanarkand di mille anni prima. Il gioco segue il suo viaggio assieme all'invocatrice Yuna e i suoi guardiani Lulu, Wakka e Kimahri, a cui si aggiungono in seguito anche Auron e Rikku, per sconfiggere Sin e liberare Spira dal male.
Il suo rapporto con Jecht, il padre scomparso dieci anni prima e campione di Blitzball prima di lui, è uno dei temi intorno ai quali ruota la trama. 
Col passare del tempo, instaura un rapporto d'amore con Yuna e diventa grande amico di Wakka e Rikku e vede inoltre Auron, comparso all'improvviso dopo la scomparsa di Jecht, come un secondo padre. Scoprirà poi che anche il suo vecchio (così lo chiama quando parla di lui) è stato trasportato prima di lui su Spira e che, sacrificandosi per diventare intercessore supremo, è diventato l'entità malvagia chiamata Sin.

## Aspetto
Tidus è un ragazzo di 17 anni di media statura, con un fisico slanciato e robusto. È abbronzato con i capelli biondi e occhi azzurri. Indossa la divisa degli Zanarkand Abes, la sua squadra, con una particolare salopette blu scuro con una gamba più lunga dell'altra e una giacca gialla con cappuccio bianco sotto di essa. Sulla gamba destra della salopette è presente il simbolo della squadra; Tidus porta lo stesso simbolo anche come collana e come orecchino. Le scarpe, simili a degli stivaletti, sono gialle e nere.

## Abilità
In combattimento è molto abile contro i nemici veloci, e dispone di una grande agilità.
La sua turbotecnica, Gladius, consiste nel centrare una barra più piccola, in movimento, al centro di un'altra barra più grande. Si divide in: Colpo Spirale, Carica & Assalto, Pioggenergetika e AS del Blitzball, la più potente. Queste si imparano con la pratica: ripetendo più volte delle turbotecniche coronate da successo, Tidus sarà in grado di impararne di nuove. Entrerà in possesso con il passare del tempo, inoltre, di alcune magie bianche atte più che altro alla manipolazione dei turni di gioco, come Haste (incremento della velocità di azione) e Slow (decremento della velocità di azione). Dispone anche dell'abilità Gambe!, l'unica in tutto il gioco che consente la fuga istantanea di tutto il party durante un combattimento contro nemici comuni. La sua Arma dei Sette Astri è Ultima Weapon.

## Il nome e la pronuncia
Il nome originale di Tidus, "Tidaa", nel dialetto di Okinawa significa sole, in contrasto con il nome "Yuna", che significa invece luna.
È l'unico personaggio di cui sia possibile cambiare il nome, motivo per cui, durante i filmati, non viene mai chiamato per nome se non nei trailer. La pronuncia del nome Tidus, pertanto, è sempre argomento di discussione. Viene pronunciato una volta sola da Wakka all'inizio del videogioco della Square e della Disney Kingdom Hearts, mentre nel suo seguito Kingdom Hearts II viene pronunciato una volta da Selphie in un dialogo con Kairi. Anche qui sembra esserci un problema con la pronuncia, poiché Wakka lo pronuncia "Tìdas", pronuncia usata nei trailer di Final Fantasy X e poi anche in Dissidia Final Fantasy, altro gioco della Square, intanto diventata Square Enix, e che viene confermata anche dal doppiatore di Tidus, James Arnold Taylor, mentre Selphie lo pronuncia erroneamente "Taidus".  Nell'audio novella Final Fantasy X - Will pubblicata da Square Enix, pubblicata prima in Giappone e poi in tutto il mondo insieme alla versione HD Remastered, nella versione in inglese viene pronunciato "Tìdus" da Chuami, ma anche questa pronuncia è errata.

## Altre apparizioni
Tidus appare come personaggio non giocabile anche nel seguito del videogioco Final Fantasy X-2.
Inoltre compare come personaggio secondario in Kingdom Hearts e Kingdom Hearts 2 e come personaggio giocabile in Dragon Quest & Final Fantasy in Itadaki Street Special, Dissidia Final Fantasy e nel suo spin-off Dissidia 012 Final Fantasy.
In Kingdom Hearts è un abitante delle Isole del Destino e, come molti altri personaggi di Final Fantasy, anche lui è stato ringiovanito, passando da 17 a 13 anni.